# Chimú-Kultur

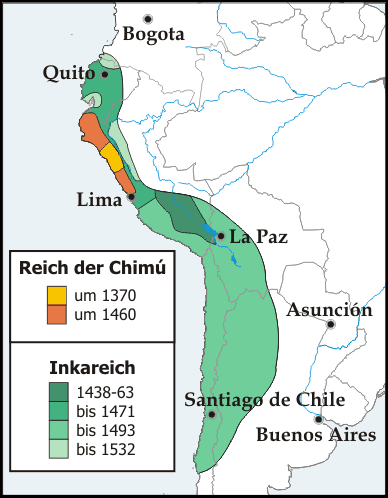
Die Ausdehnung des Inkareiches und des Chimúreiches

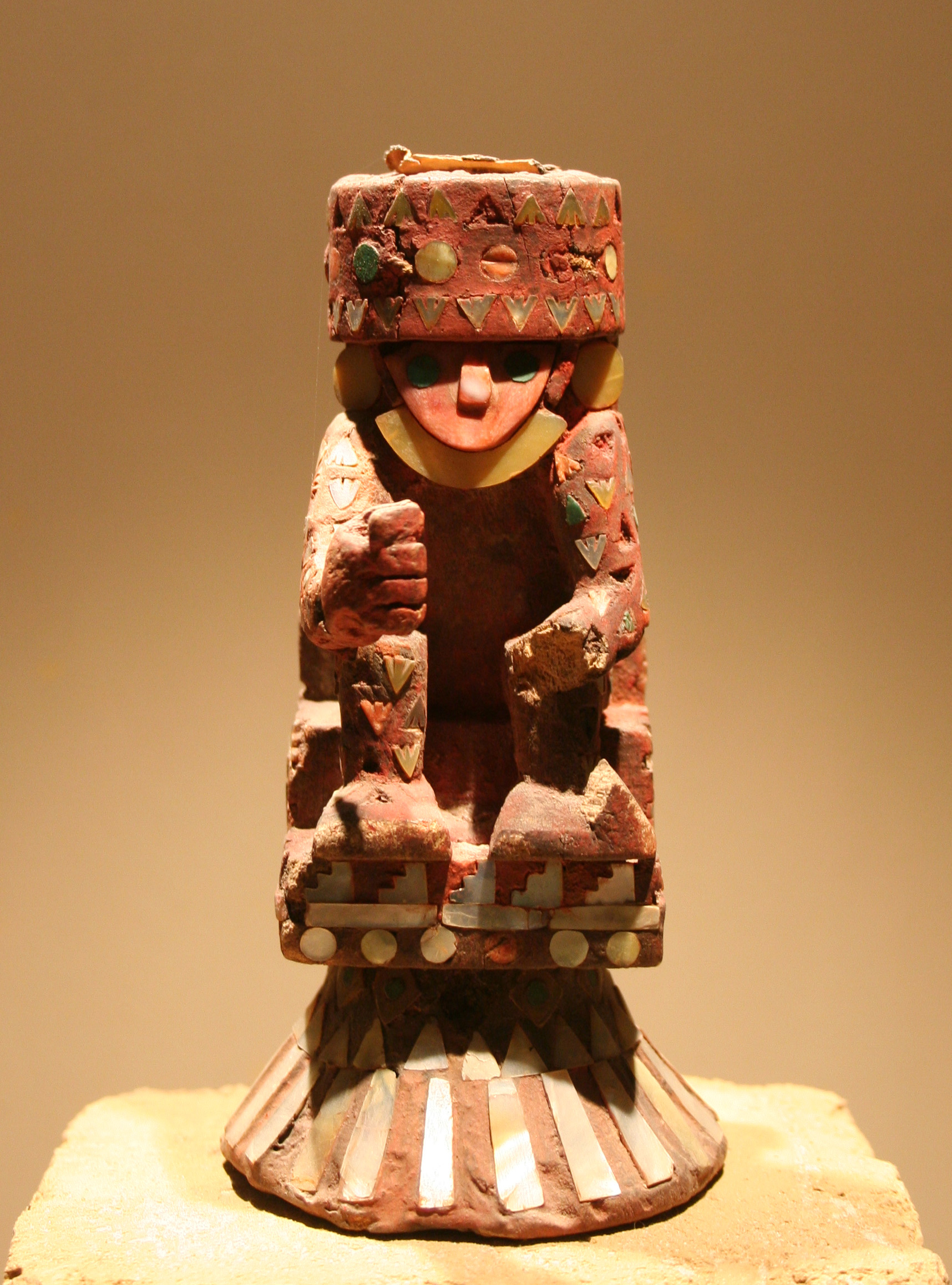
Speeraufsatz, Chimú-Kultur, Nord-Peru im Roemer- und Pelizaeus-Museum Hildesheim

Die Chimú-Kultur setzte sich in der Zeit von 1250 bis 1470 im Norden von Peru in der Gegend um die Stadt Trujillo durch. Zur Zeit der größten Ausdehnung reichte ihr Einfluss im Norden bis zur Grenze von Ecuador und im Süden bis Lima. Ihre Hauptstadt Chan Chan soll zu ihrem Höhepunkt über 100.000 Einwohner beherbergt haben und war die größte Stadt auf dem südamerikanischen Kontinent.
Um 1470 wurde der letzte König Minchancaman durch den Inka-Herrscher Túpac Yupanqui besiegt, das Chimúreich erobert und in den Inkastaat eingegliedert.

## Sprache / Religion
Die Sprache der Chimú, das Quingnam, war eine Variante des Muchik (Mochica) und starb in der Gegend von Trujillo im 18. Jahrhundert aus. In Etén (Departement Lambayeque) hielt sich das Muchik jedoch bis Anfang des 20. Jahrhunderts.
Obwohl auch die Sonne einen hohen Stellenwert hatte, verehrten die Chimús als wichtigste Gottheit den Mond, weil er in der Lage war, die Sonne zu verdecken. Sonnenfinsternisse waren deshalb stets Anlass für große Feste. Das Wachstum der Pflanzen, die Ernten und die Gezeiten schrieben die Chimú dem Mond zu.
Der Vater der Steine und Felsen, mit ihren übernatürlichen Kräften, war hingegen die Sonne.
Opfer spielten eine wichtige Rolle. Ein beliebtes Objekt für Opfergaben, aber auch im Kunsthandwerk war die in den warmen ecuadorianischen Küstengewässern heimische Spondylus-Muschel, deren glänzende Schale hoch geschätzt und in großem Umfang gehandelt wurde. Sie galt als Sinnbild des Meeres und des Regens und damit als Fruchtbarkeitssymbol.

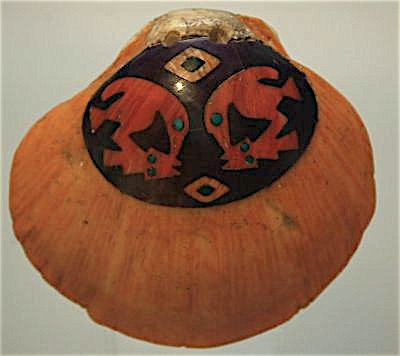
Gehänge aus der Schale einer Spondylus-Muschel und Türkis, 900–1470 n. Chr., Dumbarton Oaks Museum, Washington, DC

Ihren Ursprung führten die Chimú auf einen legendären Herrscher namens Taycanamo zurück. Der kam angeblich aus dem Norden auf einem Floß aus Balsaholz ins Moche-Tal. Dort heiratete er einheimische Frauen und begründete seine äußerst erfolgreiche Dynastie. Es ist eine schöne Legende, die noch zu Spanierzeiten in Umlauf war.
Ein Massengrab aus der Zeit um 1450 bei Chan Chan mit den Überresten von 140 rituell getöteten Kindern und mehr als 200 Lamas deutet auf eine Opferung hin, die vermutlich zur Besänftigung von Regengöttern durchgeführt wurde.

## Kultur / Technische Entwicklung
Durch die – für die damalige Zeit – riesigen Menschenmassen waren die Chimú gezwungen, neue Techniken zu erfinden. Sie setzten Arbeitssklaven ein, um die reichlich vorhandenen Erzlager abzubauen und um Flussgold zu gewinnen. Aus Bolivien wurde Zinn herangeschafft, damit Bronzelegierungen hergestellt werden konnten. In der Herstellung von Keramik- und Goldgegenständen entwickelten sie die Serienproduktion. Zur Wasserversorgung der Bevölkerung bauten sie Kanäle, die das Wasser der Flüsse in den Bergen auffingen und über Berghänge bis zu Verzweigungen führten. Einige dieser Kanäle leiteten das Wasser an bis zu 100 Kilometer vom Ursprungsort entfernte Ziele. Auf diese Art konnten selbst ausgetrocknete Täler bewirtschaftet werden und die Einwohner ernähren. Durch die Zunahme der Menschen entwickelte sich auch eine Ordnung. Es entstanden Klassen und Hierarchien: Handwerker, Händler, Verwaltung und Militär.
Durch Luftaufnahmen wurde 1932 ein riesiges Bauwerk, die Mayao-Mauer, entdeckt. Sie war etwa 3 m hoch und 4,5 m breit und reichte von der Pazifikküste bis zu den 65 km entfernten Berghängen. Sie wurde von 50 eingebauten Festungen bewacht. Vermutungen zufolge begrenzte sie den ersten Expansionsbereich der Chimú.
Zur Herstellung von keramischen Gegenständen entwickelten die Chimú eine spezielle Technik. Gegen Ende des Brandes wurde der Ofen hermetisch abgedichtet, um Zufuhr von Sauerstoff zu verhindern. Der noch vorhandene Rauch beschlägt die Oberfläche des Gegenstandes und verleiht ihm eine glänzende, schwarze Farbe. Diese Technologie heißt heute Reduktionsbrand. Malereien auf keramischen Gegenständen gab es nicht, im Gegensatz zur Mochica-Kultur. Die Serienproduktion war wichtiger als Kunsthandwerk.
Zur Herstellung von Textilien verwendeten die Chimú die Wolle von Alpaka und Vikunja. Sie waren leicht zu färben und zu verarbeiten. Die Kleidung höhergestellter Personen wurde aus Alpaka- und Vikunjawolle gefertigt, außerdem Teppiche und sogar Zelte.

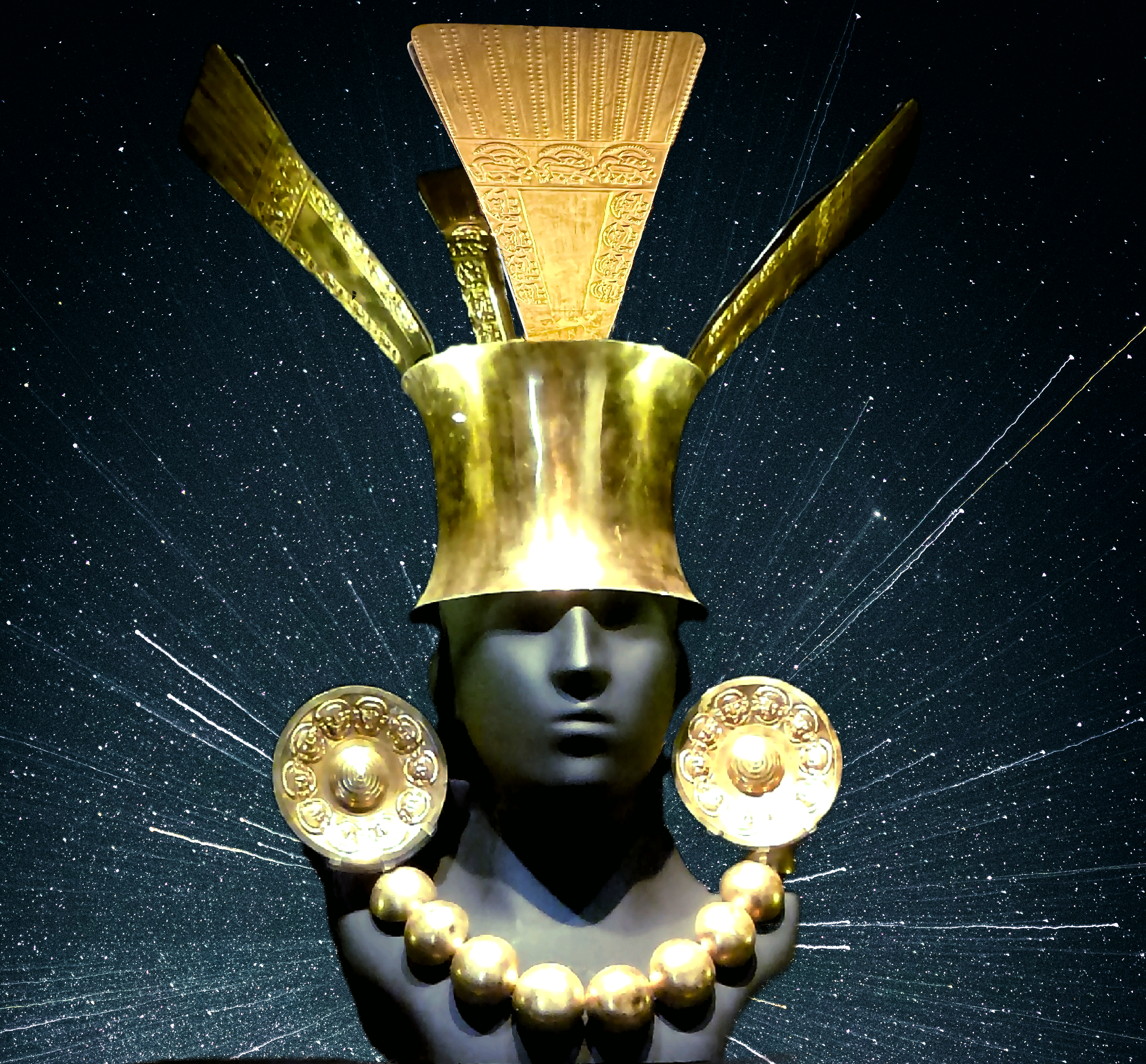
Ornament (1100 bis 1400 n. Chr.) Kaiserliche goldene Grabaussteuer aus der Chimu-Kultur, Museo Arqueológico Rafael Larco Herrera Lima Pérou

Die Chimú entwickelten das Goldschmiedehandwerk, das sie vermutlich von der Mochica übernommen haben, wesentlich weiter. Sie beherrschten das Gießen, Löten, Vergolden und konnten auch verschiedene Legierungen herstellen. Davon ist jedoch nicht mehr viel erhalten. Angeblich brachten die Inkas nach der Eroberung des Reiches die besten Goldschmiedearbeiten nach Cuzco. Die meisten Kunstwerke wurden während der Conquista durch die Spanier eingeschmolzen.